# Balaghat
Balaghat (Balaghaut, "ovanför Ghats", "övre terrasser") är en stad i den indiska delstaten Madhya Pradesh. Den är administrativ huvudort för ett distrikt med samma namn och hade 84 261 invånare vid folkräkningen 2011, med förorter 93 231 invånare.